# Unione Sportiva Vigor Senigallia 1982-1983
Questa pagina raccoglie le informazioni riguardanti l'Unione Sportiva Vigor Senigallia nelle competizioni ufficiali della stagione 1982-1983.

## Rosa
| N. |                   | Ruolo | Calciatore             |
| -- | ----------------- | ----- | ---------------------- |
|    | Italia (bandiera) | C     | Giovanni Asnicar       |
|    | Italia (bandiera) | D     | Silvestro Baldacci (I) |
|    | Italia (bandiera) | C     | Ciro Biondi            |
|    | Italia (bandiera) | A     | Patrizio Brescini      |
|    | Italia (bandiera) | C     | Luigi Cardaccia        |
|    | Italia (bandiera) | A     | Roberto Chinea         |
|    | Italia (bandiera) | D     | Pietro Ciccone         |
|    | Italia (bandiera) | A     | Armando Coletta        |
|    | Italia (bandiera) | A     | Bruno Del Pelo         |
|    | Italia (bandiera) | P     | Lorenzo Di Iorio       |
|    | Italia (bandiera) | D     | Stefano Fabbri         |

| N. |                   | Ruolo | Calciatore            |
| -- | ----------------- | ----- | --------------------- |
|    | Italia (bandiera) | C     | Giorgio Gambin        |
|    | Italia (bandiera) | D     | Gianfranco Giacamilli |
|    | Italia (bandiera) | A     | Dino Giuliani         |
|    | Italia (bandiera) | A     | Giovanni Ludovici     |
|    | Italia (bandiera) | C     | Giovannino Mattioli   |
|    | Italia (bandiera) | C     | Paolo Milella         |
|    | Italia (bandiera) | C     | David Mugianesi       |
|    | Italia (bandiera) | D     | Oreste Santin         |
|    | Italia (bandiera) | C     | Massimo Schiano       |
|    | Italia (bandiera) | C     | Orlando Tomba         |
|    | Italia (bandiera) | P     | Andrea Vescovi        |